# L'Ordonnance (film, 1933)
Pour les articles homonymes, voir L'Ordonnance et Ordonnance.
Pour plus de détails, voir Fiche technique et Distribution.
L'Ordonnance est un film français réalisé par Victor Tourjanski sorti en 1933.
Il s'agit d'une adaptation de la nouvelle éponyme de Guy de Maupassant. Victor Tourjanski avait déjà réalisé un film portant ce titre en 1921.

## Synopsis
La colonelle Limousin devient la maîtresse d'un fringant lieutenant. Surprise par l'ordonnance de son vieil époux, elle se donne à lui pour acheter son silence, mais rentre chez elle et se suicide après avoir tout avoué dans une lettre destinée à son mari. Furieux, le colonel tuera l'ordonnance

## Fiche technique
- Titre : L'Ordonnance
- Réalisation : Victor Tourjanski, assisté de Pierre Calmann-Lévy
- Scénario : Victor Tourjanski, Boris de Fast d'après la nouvelle de Guy de Maupassant
- Dialogues : Jacques Natanson
- Décors : Serge Pimenoff
- Costumes : Georges K. Benda
- Photographie : Fédote Bourgassoff, Louis Née
- Son : Carl S. Livermann
- Montage : Boris de Fast
- Musique : René Sylviano ; Serge Veber (paroles des chansons)
- Production : Simon Schiffrin
- Société de production : Capitole RP films
- Société de distribution : Pathé Consortium Cinéma
- Pays d'origine :  France
- Format : Noir et blanc - Son mono - 1,37:1 - 35 mm
- Genre : Comédie dramatique
- Durée : 76 minutes
- Date de sortie : 
  - France : 26 août 1933

## Distribution
- Marcelle Chantal : Hélène de Limousin, la femme du colonel
- Jean Worms : Le colonel de Limousin
- Paulette Dubost : Marie
- Fernandel : Étienne
- Alexandre Rignault : Philippe
- Georges Rigaud : Saint-Albert
- Claude Lehmann
- Pierre Darmant
- Jean Gobet